# Tamara Filipović
Tamara Filipović est une karatéka serbe surtout connue pour la médaille de bronze qu'elle a remportée en kumite individuel féminin plus de 60 kilos aux championnats du monde de karaté 2006 à Tampere, en Finlande.

## Palmarès
- Médaille de bronze en kumite individuel féminin plus de 60 kilos aux championnats du monde de karaté 2006 à Tampere, en Finlande[1].